# 남해 3·1독립운동
남해 3·1독립운동(南海三一獨立運動)은 일제강점기에 있던 남해군민들이 일제의 지배에 항거하여 1919년 4월 3일 한일병합조약의 무효와 한국의 독립을 선언하고 남해장터에서 만세운동을 시작한 사건이다.

## 진행 과정
경상남도 남해군에도 3·1운동 후 전국적으로 비화되어 가고 있는 독립을 요구하는 민족의 의거의 소식과 함성은 계속적으로 들려왔다.
척박한 토양, 섬이라는 지리적 역경과 끊임없이 마주하고 이를 이겨 낸 이곳 사람들에게 '일제 강점'이라는 역사적 고난도 두려움의 대상이 될 수 없었다.
1919년 3월 1일 전국을 뒤덮은 항일독립만세 물결이 남해에 도달한 것은 한 달여 뒤인 4월 초였다.
설천에서 발현한 독립만세 기운 1919년 3·1독립만세 메아리를 남해군 전역에 봉화처럼 전파한 시발점이기도 하다.
3월 중순 하동 전역을 한바탕 휩쓸고 간 항일독립만세 열풍이 4월 2일 이곳 설천에 닿았다. 설천면(雪川面) 문의리(文義里)에 사는 이예모(李禮模·당시 38세) 선생은 이웃한4월 2일[음력 3월 2일]하동(河東)에서 독립선언서를 구하여 품에 품고 고향으로 돌아왔다.

이예모 선생은 정순조(鄭順祚·당시 32세), 정몽호(鄭夢虎·당시 22세), 윤주순(尹柱舜·당시 24세) 선생 등을 자신의 집으로 불러 독립선언서를 내보이며 함께 만세운동에 나설 것을 권유했다. 모두들 흔연(欣然)히 독립의거로 궐기할 것을 동참하기로 뜻을 모으며 즉 각 부락을 돌아다니면서 동지를 규합하고 그들로 하여금 대중을 규합하여 의거에 참가할 것을 부탁하였다. 또한 그곳 서당 학생들에게도 비밀연락을 하였고, 모두들 적극적으로 참가할 뜻을 밝혔다.
이튿날 4월 3일 오후 3시경 설천면민은 남양, 금음, 문항 등에서 규합한 설천면민들이 모두 남양리 노상에 집결했다. 큰 태극기는 정순조(鄭順祚)가 들고 독립선언서는 군중 앞에 이예모(李禮模)선생이 나서 독립선언서를 낭독하였다. 독립선언식이 끝난 후 정순조는 장대에 단 큰 태극기를 앞세우고 독립만세를 고창하면서 남해읍을 향하여 시위를 행진하기 시작했다.
독립만세 시위 군중은 저마다 장대에 높이 매단 태극기를 펄럭이며 "대한독립만세"를 외쳤다. 설천면 남양에서 출발한 행렬이 문항, 진목, 비란을 지나 고현면 도마리. 시위행렬이 고현면(古縣面) 이어리(당시 고현면 사무소 소재지는 이어리)에 이르렀을 때에 그곳 고현 면장 김치관(金致寬)은 많은 군중들의 시위 위세에 놀라 이를 경찰 주재소에 밀고하였다. 날이 어두워질 때쯤 시위 군중은 이 사실을 알고서 다음날을 기약하며 일단 해산한다.
4월 4일은 남해읍 시장 장날이었다. 전날의 독립 만세시위에서 자신을 얻은 민중은 원근(遠近)에서 보다 많은 군중을 규합하여 장꾼을 가장하고 용약(勇躍) 남해읍 시장으로 모여들었다.
남해읍으로 들물처럼 번진 만세소리 이튿날 전날 시위에 힘을 얻은 참가자들은 인근 지역에서 더 많은 이들을 규합해 남해읍 장터로 발걸음 옮기기 시작했다.
전날 만세시위 군중 위세를 목격한 일본순사는 전날의 시위를 고려하여 일본순사들은 남해읍으로 향하는 길목을 차단하고 중도(中途)를 경계하였으나 진상을 파악 할 수 없어 모여드는 군중의 기세를 꺾을 수 없었다.
시위대 중 일부는 이날이 장날임을 이용해 장꾼으로 위장해 장터로 향하는 치밀함도 보였다
오후 1시 남해읍 장터에는 시위 군중 1000여 명,(일경기록은약 750명)이 모여들었다. 이예모 선생 등 중심인물 16명은 미리 약속한 계획에 따라 신호에 맞춰 일제히 가슴에 숨겨 온 태극기를 꺼내 "대한독립만세"를 외쳤다. 오후 3시경 1천여 명의 장꾼들이 일제히 다시 여기에 호응하여 노한 군중들의 만세의 함성은 이곳 높은 망운산(望蕓)을 울리고 바다로 메아리쳐 갔다.
이들 중 정흥조(鄭興祚)와 정임춘(鄭任春) 선생 등 10여 명은 사람들을 지휘해 군청과 공립보통학교, 우편국, 경찰 주재소까지 뛰어들어가 순사들을 내동댕이치고 유치장에 억울하게 갇힌 이들에 대한 석방을 요구했다. 또한 남해군수와 순사, 금융조합 조합장도 독립만세를 함께 외치도록 했다.
성난 파도와 같은 시위 군중의 힘을 이기지 못한 경찰은 결국 발포를 해 이를 진압하기 이른다.이때 일본제국의 주구(走狗) 김치관(金致寬)은 경찰의 경비전화를 빌려 사천경찰서에 이곳 사태의 위급함을 알리면서 경찰과 일군을 출동시켜달 응원(應援)해라고 요청하였다.
군중이 일모(日暮)에 이르기까지 시위하고 해산하려는 무렵 김치관이 사천경찰서에 일군의 출동을 요청하였다는 사실이 군중에게 알려지자 군중의 분노는 절정에 달하였다. 동족의 배반자 그것은 참으로 가증스러운 일이었다.
군중은 일제히 고현면(古縣面) 이어리(伊於里)에 있는 김치관(金致寬)의 집을 습격하였다. 김치관을 찾았으나 없었다.
격분한 군중은 김치관의 집을 파괴한 후 해산하였다.
이때 김치관은 남해주재소 마루 밑에 숨어 있었던 것이다.
김치관의 응원(應援) 요청에 따라 사천 경찰서 경관과 일본헌병 수10명이 급파되어 와 주동 인물 검거를 서둘러 검거에 나섰고.
일본 경찰은 군중이 흩어지는 틈을 타 주동 인물,시위 참여자들을 잡아들였는데 23명이 검거되어 혹독한 고문을 받았다.
이런 이 일이 있은 후 얼마 지나지 않은 4월 6일 오후 3시 고현면 포상리(浦上里)에서는 다시 약 7백[일 군경 기록에는 약 5백 명]의 애국 군중이 다시 봉기하여 이곳 마을 산상(山上)에서 독립만세를 외쳤다. 오후 3시께 포상리 산 위에 모인 주민들은 만세를 외치며 다시금 남해 장터를 향해 행진했다. 소식을 들은 경찰은 총검으로 위협하며 제지하려 했으나 시위대는 굴하지 않았다. 계속되는 진격에 겁을 먹은 일제 경찰의 총검을 앞세운 위협에도 굴하지 않고 행진하다가 일제 경찰과 일군 보병들은 이들 평화시위 군중들에게 야만적인 발포세례를 가하여 애국군중 가운데 1명[성명 미상]이 즉사하는 비극을 겪는다.

### 결과
남해장터를 향하여 행진하였다. 시위대는 출동한 일제 경찰의 총검을 앞세운 위협에도 굴하지 않고 행진하다가 일제 경찰의 발포로 1명이 현장에서 순국하고 강제로 해산되었다
설천면(雪川面)의거의 피검자 23명 가운데 정학순(鄭學淳)·정순조(鄭順祚)·유찬숙(柳贊淑)·윤주순(尹柱舜)은 각각 3년형을 언도 받았고, 박내규(朴乃奎)·정임춘(鄭壬春)·하준오(河準五)·원복상(元卜相)·김희조(金喜兆)·정용교(鄭鎔交)·강한문(姜漢文)·이예모(李禮模)·정몽호(鄭夢虎)·정익주(鄭益周)·유승운(柳承運)·하상근(河祥根)·은 각각 2년형을 언도 받았으며, 이찬덕(李燦德)·윤희도(尹熙道)·윤갑린(尹甲麟)·양태환(梁太煥)·정흥조(鄭興祚)·정재모(鄭栽模)·양재문(梁在文)은 각각 1년형을 받았다. 정학순(鄭學淳)과 유찬숙(柳贊淑)은 복역중 옥중에서 순국하고 정갑린(鄭甲麟)도 출옥 직후 순국하였다.
남해군 창선면(昌善面) 거주의 양태환(梁太煥)은 그 후에도 항일투쟁을 계속하다가 대구에서 다시 검거되어 대구형무소에서 3년의 옥고를 치루었다.
이곳 남해 의거의 주동 인물들의 형랑이 1년 내지 3년이라는 다른 곳에서 볼 수 없는 중형량을 받은 것은 그만큼 이곳의 저항이 완강하였던 것을 말하는 것으로, 이는 이곳 연해 민중에 대한 일제의 경제적 수탈이 그만큼 심하다는 것을 증명하는 것이다.
정부는 고인의 공훈을 기리어 1990년에 건국훈장 애족장(1980년 대통령 표창)을 추서하였다.

### 평가
앞서나간 기억 의식 아쉬운 현장성
국가보훈처 독립기념관 한국독립운동사연구소는 부산지방법원 진주지청 '정학교 등 17인 결정문'(1919년 7월 15일)과 남양리 주민들 증언을 토대로 시위 군중이 모인 장소를 설천면사무소 앞 설천초등학교와 중학교 사이임을 확인했다. 시위 장소는 지금도 설천면 행정, 교육의 중심 기능을 하고 있다.
한국독립운동사연구소는 남해장터 시위지를 19세기 작성된 것으로 추정되는 남해읍성 고지도를 통해 특정했는데 옛 객사 터에 자리 잡은 현 남해읍사무소 앞이 잡종지 지목 시장 터임을 확인했다. <동아일보> 1934년 2월 9일 자 기사를 통해 이곳에 있던 시장이 현 남해전통시장 자리로 이전한 것도 알아냈다.
연구소는 그러나 이들 역사 현장에 자리에 간략한 표지가 없다는 사실이 아쉬움을 지적한다. 남해군은 일찍이 3·1운동을 기억하고자 1968년 남해읍 남산 기슭에 남해 3·1독립운동기념비를, 1985년에는 남양에서 모인 시위대가 읍으로 향하던 길목인 문항리에 남해 3·1운동 발상 기념탑을 세웠다. 기념탑은 지난 2007년 높이 11m 화강암 마천석에 새김을 해 재정비했다. 기념탑을 등지고 왼편 길 안섶에는 남해 항일독립만세 운동을 주동한 정순조, 정임춘 선생 묘가 있다.
남해 3·1운동 발상 기념탑은 시위대가 읍을 향해 행진하던 길목에 있고 인근에 참여자 묘가 함께 있다는 점에서 역사성과 장소성을 잘 나타낸다. 반면 남해 3·1독립운동기념비는 현장과는 다소 멀리 떨어진 사람들 발길이 잘 닿지 않는 산기슭 수십 여개 계단 위에 성역화하다 보니 역사를 기억하기에는 아쉬움이 있다는 것이다.
옛 남해읍장터 만세시위지 주변에는 남해가 팔만대장경 판각지임을 그림을 새긴 조형 의자와 조선 숙종·경종 때 남해로 유배 온 노론의 거두 소재 이이명 선생을 소개하는 표지를 세워져 있다. 남해군청 들머리에 있는 한 건물 앞에는 1945년 주둔한 미군이 판 우물 터를 성역화 한 곳도 있다. 이들 역사 역시 존중받을만한 가치가 있는 것이 사실이다. 하지만 선조들이 일제로부터 독립을 위해 피땀을 흘린 항일역사가 살아숨쉬는 바로 그 역사 현장 중심에 관련 표지가 부재한 것은 아쉬움이 남을 수밖에 없다.

### 관련 자료
- 판결문(1919. 7. 15 부산지방법원 진주지청)
- 판결문(1919. 8. 27 부산지방법원 진주지청)
- 독립운동사(국가보훈처) 3 3권 273·275면
- 변지섭,≪경남독립운동소사≫pp.73~76
- ≪. 이용락(李龍洛),3·1운동 실록(三一運動實錄)≫pp.700~702, 711~713.
- ≪조선소요사건상황(朝鮮騷擾事件狀況)≫,[조선 일군 헌병대사령부 편]pp. 109~110.
- ≪고등경찰관계적록(高等警察關係摘錄)≫, [1936년 12월 경상남도 경찰부] p.18.
- ≪고등경찰관계적록(高等警察關係摘錄)≫, [1936년 12월 경상남도 경찰부] pp.18.~19.
- ≪조선소요사건상황(朝鮮騷擾事件狀況)≫, 조선 일군 헌병사령부, pp. 109~110.

## 기타
- 남해 3·1독립운동 발상 기념탑 (南海三一獨立運動發祥紀念塔)

1919년 4월 2일 경상남도 남해군 설천면에서 남해 지역의 3·1독립만세운동이 시작된 것을 기념하기 위하여 남해군이 주관하여 건립한 탑이다. 원래 1985년 12월 23일에 만세운동 당시 시위대가 남해읍으로 향하던 길목인 문항리에 가로 2m, 세로 1m, 높이 2.7m 규모의 '남해3·1운동발상기념비'를 세웠다가 2007년에 높이 11m 규모인 지금의 기념탑으로 재정비하였다. 기념탑은 기단부 중앙에 옛 남해3·1운동발상기념비의 비문을 새긴 오석판(烏石板)을 배치하고 탑신에는 '남해 3·1운동 발상 기념탑'이라는 탑명을 새겼으며, 상륜부는 두 손으로 태극을 받치고 있는 형상으로 마무리하였다. 기념탑 주변에 당시 만세운동 주동자들인 정순조(鄭順祚)와 정임춘(鄭任春)의 묘가 있다. 2003년 5월에 국가보훈처에서 현충시설로 지정하였다.
소재지 : 경상남도 남해군 설천면 문항리 1146
- 남해 3·1독립운동 기념비 (南海三一獨立運動紀念碑)

경상남도 남해군에서 3·1운동을 전개한 독립운동가들을 추모하고 그 정신을 본받기 위하여 군민의 정성을 모아 돌탑을 쌓아서 1968년 3월에 건립한 기념비이다. 서변리 남산공원 입구에 자리한 기념비는 3단의 기단 위에 검은색 화강석의 비신(碑身)을 세운 형태로 개석(蓋石)은 없다. 기념비의 규모는 기단 밑변의 가로와 세로 각각 1.6m, 높이는 1.8m이며, 부지 면적은 67m2이다. 비신의 앞면에 '남해三一독립운동기념비'라고 새겨져 있고, 뒷면에는 이은상(李殷相)이 지은 비문이 서예가 김충현(金忠顯)의 글씨로 새겨져 있다. 옆면에는 남해의 독립유공자 23인의 이름이 새겨져 있다. 2003년 5월에 국가보훈처에서 현충시설로 지정하였다
소재지 : 경상남도 남해군 남해읍 서변리 산1-1

### 기타 관련 인물 및 단체
- 신한청년당 - 김규식을 파리강화회의에 파견
- 유관순 - 천안 아우내 장터 만세 사건
- 김규식 - 신한청년당 대표로 파리강화회의에 파견, 국내에서 사건이 발생해야 조선인의 운동을 홍보한다고 주장, 만세운동의 빌미를 제공
- 김순애 - 신한청년당 비밀연락원, 파리강화회의 파견 소식을 국내에 전달
- 여운형 - 신한청년당 당수, 신한청년단을 조직
- 우드로 윌슨 - 미국 대통령
- 김향화 - 수원에서 만세운동을 주도한 기생
- 정칠성 - 경성에서 만세운동을 주도한 기생
- 신익희 - 윤치영, 이광수 등과 2.8 독립선언을 주도
- 신태윤 - 유관순과 함께 아우내 장터 만세 운동을 조직하고 만세 운동, 천안경찰서 헌병대에 투옥, 고문, 태형 처분
- 윤치영
- 이광수
- 조병옥 - 천안 아우내 장터 만세 사건 관련
- 박헌영
- 임영신 - 당시 공주, 천안읍내에서 만세운동을 주도한 여교사
- 허정숙
- 상하이 임시정부 - 만세의 영향으로 파생된 망명 정부
- 한성 임시정부

## 같이 보기
| - 한국의 독립운동 - 삼일절 - 대한독립선언서 - 2·8 독립 선언 - 기미독립선언서 - 민족대표 33인 - 우드로 윌슨 - 손병희 - 한용운 - 이승훈 - 유관순 - 김향화 - 제암리 학살 사건 | - 대한민국 임시정부 - 대한국민의회 - 한성임시정부 - 신한청년당 - 김규식 - 여운형 - 조소앙 - 이승만 - 김구 - 신익희 - 윤치영 |